# Raphistemma
Raphistemma es un género de lianas de la familia Apocynaceae. Contiene cuatro especies. Es originario de Asia. China (Guangxi, Yunnan), Indonesia, Birmania, Nepal, Sikkim, Tailandia, Vietnam en matorrales en los bosques abiertos.

## Descripción
Son lianas  que alcanza los 5-8 m de altura.  Brotes glabros. Las hojas largas pecioladas, láminas herbáceas de 4-20 cm de largo y 2-15 cm de ancho, oblongas a ovadas, basalmente cordadas, el ápice agudo a acuminado, adaxial glabras o pubescentes aisladamente, abaxialmente glabras o escasamente pubescentes, con varios coléteres en la de base de las hojas.
Las inflorescencias son extra-axilares, solitarias, casi tan largas como las hojas adyacentes, con 7-12 flores, simples,  pedunculadas. 

## Taxonomía
El género fue descrito por Nathaniel Wallich y publicado en Plantae Asiaticae Rariores 2: 50, pl. 163. 1831.

## Especies
- Raphistemma brevipedunculatum Y.Wan
- Raphistemma ciliatum Hook.f.
- Raphistemma hooperianum Decne.
- Raphistemma pulchellum Wall.